# Nocona (hardware)
Nocona era il nome in codice del successore del core Prestonia alla base della CPU Intel Xeon DP per sistemi biprocessore, presentato a giugno 2004.
Il predecessore Prestonia era stato il core più longevo utilizzato nella famiglia dei processori Xeon, dato che rimase sul mercato per più di due anni.

## Caratteristiche tecniche

### Processo produttivo
Nocona portò il processo produttivo a 90 nm anche nel campo dei server dopo essere stato prima introdotto, sebbene con scarso successo, nel mercato desktop grazie al Pentium 4 Prescott.
Al pari di Prescott, le modifiche a livello di architettura coincidenti con il cambio di processo produttivo furono diverse, e in particolare l'allungamento della pipeline passata da 20 a 31 stadi; tale modifica doveva, nelle intenzioni di Intel, consentire un rapido aumento delle frequenze operative, ma il tempo dimostrò poi che i presupposti erano sbagliati: la grande inefficienza di una pipeline tanto lunga non offriva le prestazioni sperate e anzi le nuove CPU avevano seri problemi di dissipazione termica. Malgrado le modifiche architetturali, il socket utilizzato per Nocona rimase il "vecchio" 604, già utilizzato per gli Xeon Prestonia sebbene i nuovi requisiti elettrici e le nuove funzionalità implementate richiedevano comunque un cambio di scheda madre.
Il bus utilizzato era quello a 800 MHz, abbinato a memorie RAM DDR2, mentre il quantitativo di cache era stata raddoppiato rispetto a quello implementato nel core Prestonia; al pari di Prescott, in Nocona la cache L1 era di 16 KB, mentre quella L2 di 1 MB. Non vennero mai realizzate invece versioni di Nocona dotate anche di cache L3, probabilmente perché il nuovo quantitativo di cache L2, rendeva queste soluzioni poco competitive in abbinamento ai software del tempo, che difficilmente si sarebbero avvantaggiati di quantitativi di cache più ampi.
A inizio 2005 arrivò anche un modello a 3,6 GHz dotato di un quantitativo di cache L2 ancora maggiore, pari a 2 MB e a fine febbraio 2005 le vendite di Nocona avevano già raggiunto le 2 milioni di unità.

### Tecnologie implementate
Oltre al supporto alle istruzioni MMX, SSE ed SSE2, ereditate da Prestonia, Nocona vantava anche il supporto alle nuove SSE3, già introdotte con il primo processore a 90 nm, il Pentium 4 Prescott. Venne implementata nuovamente la tecnologia Hyper-Threading, originariamente introdotta con Prestonia, e per la prima volta venne reso disponibile il supporto all'esecuzione di codice a 64 bit grazie alle istruzioni EM64T. In un secondo momento, a partire dal 6 ottobre 2004, grazie al nuovo stepping E0, venne rinnovata l'intera gamma dei processori Nocona con l'introduzione della tecnologia di protezione XD-bit, non presente nelle prime versioni; tali nuovi modelli erano identificati dalla lettera "j" nel proprio nome commerciale.

## Chipset supportati
Inizialmente era previsto che, al debutto, il processore Nocona utilizzasse il chipset iE7501, evoluzione del modello iE7500 e dotato del supporto alla frequenza di BUS di 533 MHz per poi, ad inizio 2004, passare al nuovo iE7520 (conosciuto anche con il nome in codice di Lindenhurst), che avrebbe fornito supporto alla frequenza di BUS di 667 MHz.
Successivamente invece, Intel ha deciso di "saltare" questi due passi intermedi e utilizzare direttamente il nuovo BUS a 800 MHz (sempre supportato dal chipset iE7520 Lindenhurst grazie ad una leggera riprogettazione), originariamente non previsto, ma riconsiderato alla luce dei risultati ottenuti in ambito desktop dai Pentium 4 dotati di questo ampio canale di comunicazione.
Parallelamente, venne presentato anche il chipset iE7525 (Tumwater) che veniva invece utilizzato nei sistemi workstation, relegando quello Lindenhurst al solo impiego nei server; per entrambi i chipset era presente il supporto alla frequenza di BUS di 800 MHz.
Il chipset Lindenhurst (di cui esisteva anche una versione a basso costo Lindenhurst-VS iE7320 che supportava memoria RAM DDR) implementava anche il supporto alla memoria DDR2 e BUS d'interconnessione PCI Express x8 e x4, mentre Tumwater supportava anche PCI Express x16.

## Prezzi dei vari modelli al lancio
Di seguito i prezzi dei primi modelli arrivati sul mercato:
- Xeon DP 3,4 GHz - 690 $
- Xeon DP 3,2 GHz - 455 $
- Xeon DP 3 GHz - 316 $
- Xeon DP 2,8 GHz - 209 $

Ad ottobre 2004 arrivò anche una versione a voltaggio ridotto:
- Xeon DP 2,8 GHz LV - 260 $

## Modelli arrivati sul mercato
La tabella seguente mostra i modelli di Xeon, basati sul core Nocona, arrivati sul mercato. Molti di questi condividono caratteristiche comuni pur essendo basati su diversi core; per questo motivo, allo scopo di rendere maggiormente evidente tali affinità e "alleggerire" la visualizzazione alcune colonne mostrano un valore comune a più righe. Di seguito anche una legenda dei termini (alcuni abbreviati) usati per l'intestazione delle colonne:
- Nome Commerciale: si intende il nome con cui è stato immesso in commercio quel particolare esemplare.
- Data: si intende la data di immissione sul mercato di quel particolare esemplare.
- Socket: lo zoccolo della scheda madre in cui viene inserito il processore. In questo caso il numero rappresenta oltre al nome anche il numero dei pin di contatto.
- N°Core: si intende il numero di core montati sul package: 1 se "single core" o 2 se "dual core".
- Clock: la frequenza di funzionamento del processore.
- Molt.: sta per "Moltiplicatore" ovvero il fattore di moltiplicazione per il quale bisogna moltiplicare la frequenza di bus per ottenere la frequenza del processore.
- Pr.Prod.: sta per "Processo produttivo" e indica tipicamente la dimensione dei gate dei transistors (180 nm, 130 nm, 90 nm) e il numero di transistor integrati nel processore espresso in milioni.
- Voltag.: sta per "Voltaggio" e indica la tensione di alimentazione del processore.
- Watt: si intende il consumo massimo di quel particolare esemplare.
- Bus: frequenza del bus di sistema.
- Cache: dimensione delle cache di 1º e 2º livello.
- XD: sta per "XD-bit" e indica l'implementazione della tecnologia di sicurezza che evita l'esecuzione di codice malevolo sul computer.
- 64: sta per "EM64T" e indica l'implementazione della tecnologia a 64 bit di Intel.
- HT: sta per "Hyper-Threading" e indica l'implementazione della esclusiva tecnologia Intel che consente al sistema operativo di vedere 2 core logici.
- ST: sta per "SpeedStep Technology" ovvero la tecnologia di risparmio energetico sviluppata da Intel e inserita negli ultimi Pentium 4 Prescott serie 6xx per contenere il consumo massimo.
- VT: sta per "Vanderpool Technology", la tecnologia di virtualizzazione che rende possibile l'esecuzione simultanea di più sistemi operativi differenti contemporaneamente.

| Nome Commerciale   | Data        | Socket | N°Core | Clock   | Molt. | Pr.Prod.       | Voltag. | Watt  | Bus     | Cache                 | XD | 64 | HT | ST | VT |
| ------------------ | ----------- | ------ | ------ | ------- | ----- | -------------- | ------- | ----- | ------- | --------------------- | -- | -- | -- | -- | -- |
| Xeon DP 2,8 GHz    | 28/giu/2004 | 604    | 1      | 2,8 GHz | 14x   | 90 nm 125 mil. | 1,4 V   | 103 W | 800 MHz | L1=16KB L2=1MB L3=0MB | No | Sì | Sì | No | No |
| Xeon DP 3,0 GHz    | 28/giu/2004 | 604    | 1      | 3,0 GHz | 15x   | 90 nm 125 mil. | 1,4 V   | 103 W | 800 MHz | L1=16KB L2=1MB L3=0MB | No | Sì | Sì | No | No |
| Xeon DP 3,2 GHz    | 28/giu/2004 | 604    | 1      | 3,2 GHz | 16x   | 90 nm 125 mil. | 1,4 V   | 103 W | 800 MHz | L1=16KB L2=1MB L3=0MB | No | Sì | Sì | No | No |
| Xeon DP 3,4 GHz    | 28/giu/2004 | 604    | 1      | 3,4 GHz | 17x   | 90 nm 125 mil. | 1,4 V   | 103 W | 800 MHz | L1=16KB L2=1MB L3=0MB | No | Sì | Sì | No | No |
| Xeon DP 2,8 GHz J  | 6/ott/2004  | 604    | 1      | 2,8 GHz | 14x   | 90 nm 125 mil. | 1,4 V   | 103 W | 800 MHz | L1=16KB L2=1MB L3=0MB | Sì | Sì | Sì | No | No |
| Xeon DP 3,0 GHz J  | 6/ott/2004  | 604    | 1      | 3,0 GHz | 15x   | 90 nm 125 mil. | 1,4 V   | 103 W | 800 MHz | L1=16KB L2=1MB L3=0MB | Sì | Sì | Sì | No | No |
| Xeon DP 3,2 GHz J  | 6/ott/2004  | 604    | 1      | 3,2 GHz | 16x   | 90 nm 125 mil. | 1,4 V   | 103 W | 800 MHz | L1=16KB L2=1MB L3=0MB | Sì | Sì | Sì | No | No |
| Xeon DP 3,4 GHz J  | 6/ott/2004  | 604    | 1      | 3,4 GHz | 17x   | 90 nm 125 mil. | 1,4 V   | 103 W | 800 MHz | L1=16KB L2=1MB L3=0MB | Sì | Sì | Sì | No | No |
| Xeon DP 2,8 GHz LV | 6/ott/2004  | 604    | 1      | 2,8 GHz | 14x   | 90 nm 125 mil. | 1,2 V   | 55 W  | 800 MHz | L1=16KB L2=1MB L3=0MB | No | Sì | Sì | No | No |

Nota: la tabella soprastante è un estratto di quella completa contenuta nella pagina dello Xeon.

## Il successore
Il 15 febbraio 2005 Intel presentò il successore di Nocona, Irwindale, che tuttavia non introdusse novità rivoluzionarie rispetto a Nocona; la cache L2 era stata portata a 2 MB e venne introdotto il supporto alla tecnologia di risparmio energetico SpeedStep. Il clock invece rimase pressoché identico.